# Monika Stützle
Monika Stützle (* 5. Juli 1953 in München) ist eine ehemalige deutsche Eisschnellläuferin.

## Werdegang
Stützle, die für den Münchener Eislauf-Verein startete, nahm von 1969 bis 1979 an nationalen Wettbewerben teil und wurde im Jahr 1971 deutsche Juniorenmeisterin im Mini-Mehrkampf. Zudem errang sie bei deutschen Meisterschaften sechsmal den zweiten und einmal den dritten Platz im Mehrkampf. International startete sie erstmals in der Saison 1971/72 und kam im Februar 1972 in Sapporo bei ihrer einzigen Teilnahme an Olympischen Winterspielen auf den 31. Platz über 1500 m sowie auf den 27. Rang über 500 m. In der Saison 1972/73 belegte sie bei der Mehrkampfeuropameisterschaft 1973 in Brandbu den 23. Platz im Mini-Mehrkampf und bei der Sprintweltmeisterschaft 1973 in Oslo den 27. Rang. In der folgenden Saison lief sie bei der Mehrkampfeuropameisterschaft 1974 in Almaty auf den 18. Platz und bei der Mehrkampfweltmeisterschaft 1974 in Heerenveen auf den 27. Rang im Mini-Mehrkampf. Zudem erreichte sie bei der Sprintweltmeisterschaft 1974 in Innsbruck den 21. Platz. Während ihrer Karriere als aktive Eisschnellläuferin machte sie 1972 Abitur, studierte anschließend Psychologie und war zunächst in der Sportpsychologie tätig. Seit 1989 arbeitet sie als selbstständige Trainerin für Gruppendynamik, Supervisorin und Gruppendynamische Organisations-Beraterin in diversen gesellschaftlichen und wirtschaftlichen Feldern. Außerdem führt sie als approbierte Psychologische Psychotherapeutin eine Praxis. Seit 2015 veröffentlichte sie etliche Bücher, Buchbeiträge und Artikel zur Feldtheorie Kurt Lewins und ihrer Anwendung heute.

## Erfolge

### Olympische Spiele
- 1972 Sapporo: 27. Platz 500 m, 31. Platz 1500 m

### Mehrkampf-Weltmeisterschaften
- 1974 Heerenveen: 27. Platz Mini-Mehrkampf

### Sprint-Weltmeisterschaften
- 1973 Oslo: 27. Platz Sprint-Mehrkampf
- 1974 Innsbruck: 21. Platz Sprint-Mehrkampf

### Mehrkampf-Europameisterschaften
- 1973 Brandbu: 23. Platz Mini-Mehrkampf
- 1974 Almaty: 18. Platz Mini-Mehrkampf

## Persönliche Bestleistungen
| Disziplin | Zeit        | Datum             | Ort    |
| --------- | ----------- | ----------------- | ------ |
| 500 m     | 45,09 s     | 30. Dezember 1972 | Inzell |
| 1000 m    | 1:31,21 min | 30. Dezember 1972 | Inzell |
| 1500 m    | 2:25,28 min | 26. Dezember 1973 | Inzell |
| 3000 m    | 5:11,89 min | 12. Januar 1974   | Davos  |